# Аджу
Аджу, Ачу (монг. Ажу жанжин, кит. 阿术; 1227—1287) — монгольский полководец и канцлер при великих ханах Мунке и Хубилае.

## Биография
Сын монгольского полководца Урянхадая (1201—1272) и внук знаменитого Субэдэя (1175—1248), ближайшего соратника Чингисхана.
В 1253 году Аджу сопровождал своего отца Урянхадая во время завоевания государства Дали. В октябре 1257 года Урянхадай во главе 30-тысячной монгольской армии вторгся в Северный Вьетнам. Аджу находился вместе с отцом. В ноябре-декабре монголы прошли всю страну и в конце года взяли Ханой, но и-за непереносимого климата и сопротивления вьетнамцев отступил без боя через девять дней. В январе 1258 года Урянхадай покинул Вьетнам.
С 1258 года Урянхадай и его сын Аджу участвовал в войне с империей Южная Сун. Аджу командовал отдельным туменом (10-тысячным войском) в составе монгольской армии своего отца. В течение двух лет Урянхадай и Аджу завоевали 13 городов и уничтожили 40 тысяч китайцев.
После смерти Мунке-хана Аджу и его отец Урянхадай поддержали хана Хубилая в его междоусобной борьбе за власть с другим братом Ариг-Бугой.
В 1260 году после вступления на монгольский ханский трон Хубилай-хана Аджу стал одним из его ближайших сподвижников. В 1261 году по приказу нового хана Аджу был назначен главнокомандующим монгольской армии в войне с южнокитайской империей Сун. В 1261—1275 годах Аджу нанес ряд поражений китайским войскам. В 1275 году хан Хубилай отстранил от командования Аджу и назначил его преемником талантливого военачальника Баяна, который успешно завершил покорение Южного Китая.
В 1276 году Хубилай-хан поручил Аджу руководить обороной крепости Бешбалык в Уйгурии от нападений Хайду, внука второго монгольского хана Угэдэя.